# King Kamehameha Club
Der King Kamehameha Club war eine Diskothek in Frankfurt am Main. Der Club gewann diverse Preise, u. a. als „Bar des Jahres“ oder den Designpreis des „DDC“ und war seit 2004 Mitglied bei „World’s finest Clubs“. Der Name ging auf den ersten König von Hawaii, Kamehameha I., und einen gleichnamigen fiktiven Club aus der Fernsehserie Magnum zurück.

## Eröffnung und Ableger
Der Grundstein der King-Kamehameha-Gruppe wurde am 11. März 1999 mit der Eröffnung des Clubs in Frankfurt an der Hanauer Landstraße gelegt. Der Club eröffnete auf dem Union-Gelände in einem ehemaligen Kesselhaus einer Frankfurter Traditionsbrauerei. Auf dem Gelände befindet sich ebenfalls der Sansibar-Roofgarden, die Romanfabrik und andere gastronomische Einrichtungen.
Es folgten der Beachclub in Offenbach am Main auf der Hafeninsel im Main, die King-Kamehameha-Suite (Taunusanlage) und weitere Clubs, Bars und Hotels, u. a. in Köln und auf Mallorca. Nach zwischenzeitlicher Zugehörigkeit zur mittlerweile insolventen King Kamehameha AG waren der King Kamehameha Club in Frankfurt und der dazugehörige Beachclub wieder eigenständig. Mit der Silvesterfeier 2013/2014 wurde der Club geschlossen. Immobilien-Besitzer Ardi Goldman begründete das Aus mit dem Wandel von einem Club zu einer Veranstaltungshalle «Ein Club braucht eine Haltung.»

## Musik
Der Club hatte eine Hausband namens K-Town Connection, welche 2004 in King Kamehameha Club Band umbenannt wurde. Das Repertoire der Combo reichte von Rock und Pop der 1970er und 1980er Jahre bis hin zu aktuellen Hip-Hop- und R&B-Liedern. Ansonsten wurden an Freitagen und Samstagen Dancefloor und House gespielt.

## Auszeichnungen
- 1999 Newcomer des Jahres durch „Journal Frankfurt“
- 1999 Bar des Jahres durch die Fachzeitschrift „Die Bar“
- 2001 Bronze beim „Art Director’s Club“ (ADC) für das Redesign der Corporate Identity (Agentur DXBO)
- 2001 Gold bei der Verleihung des Designpreises des „DDC’s“
- 2004 Mitglied bei „World's finest Clubs“